# Carlos Sastre Candil

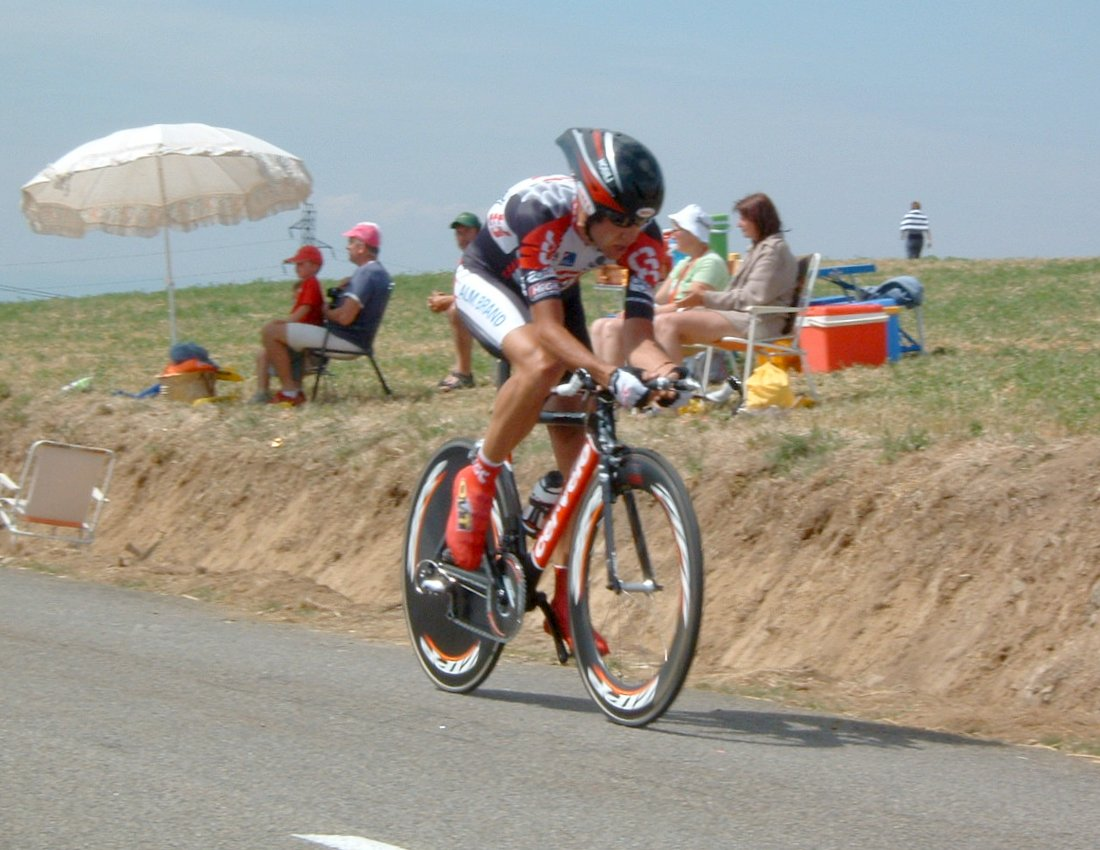
Carlos Sastre durant la disputa d'una contrarellotge del Tour de França 2005

Carlos Sastre Candil (Leganés, 22 d'abril de 1975) és un ciclista espanyol que fou professional entre 1997 i 2011. Es va formar com a ciclista a El Barraco (Àvila), a l'escola de ciclisme de son pare, Víctor Sastre. En el seu palmarès destaca, per damunt de tot, la victòria al Tour de França de 2008. Al mateix temps també pujà sis vegades al podi a les tres grans voltes i quinze vegades entre els deu primers. El 15 de setembre de 2011 va donar per finalitzada la trajectòria com a professional, acomiadant-se en una roda de premsa, dies després d'acabar la seva darrera Volta a Espanya.

## Biografia
Carlos Sastre passà a professional el 1997 de la mà de l'equip ONCE, en el qual continuà fins que el 2002 passà al Team CSC. Considerat un bon gregari, ajudà a Laurent Jalabert, Joseba Beloki i Ivan Basso a aconseguir bons resultats. Bon escalador, s'ha distingit per fer bons papers en les curses per etapes, com el Tour de França o la Volta a Espanya.

### 1997-2001. Els inicis a l'ONCE
El maig de 1999 Carlos Sastre participà en el Giro d'Itàlia, la seva primera gran volta, junt a Laurent Jalabert, quart de la general i mallot rosa durant vuit dies. Sastre acabà en la posició 101, a tres hores del vencedor Ivan Gotti.
El 2000 disputa per primera vegada la Volta a Espanya, on destaca com a vencedor de la classificació de la muntanya i vuitè de la classificació general.
L'any següent disputa el seu primer Tour de França al servei dels seus caps de fila Joseba Beloki i Igor González de Galdeano, finalitzant en la vintena posició final. El setembre de 2001 fitxà per l'equip danès CSC-Tiscali, on es retroba amb antics companys de l'ONCE: Nicolas i Laurent Jalabert, Marcelino García i Andrea Peron.

### 2002-2008. Al CSC
El 2002, en la seva primera temporada en l'equip de danès, disputa per primera vegada dues grans voltes, en participar en el Giro d'Itàlia i el Tour de França finalitzant, respectivament, trenta-vuitè i desè.
El 2003 disputa el Tour de França i la Volta a Espanya. El 19 de juliol de 2003 va aconseguir la primera gran victòria de la seva carrera en guanyar l'etapa del Tour de França que finalitzava a Ax 3 Domaines, finalitzant el novè en la classificació final.
El 2004 torna a disputar les mateixes dues grans voltes, finalitzant entre els deu primers en ambdues. El 2005 disputa el Tour al servei del seu cap de files, l'italià Ivan Basso, acabant el 21è de la general. A la Volta a Espanya acaba per primera vegada una gran volta al podi, sent segon per darrere el rus Denís Ménxov (després de la desqualificació de Roberto Heras, guanyador en un primer moment).
El 2006 participa en el Giro d'Itàlia com a ajudant principal d'Ivan Basso. En estar l'italià involucrat en l'Operació Port, Carlos Sastre es converteix en el líder del seu equip en el Tour de França, acabant el tercer de la general. Tot seguit acaba quart a la Volta a Espanya, sent el 26è ciclista en completar tres voltes en el mateix any.
El 2007 acabà 4t al Tour de França i de nou en el segon a la Volta a Espanya per darrere Denís Ménxov.

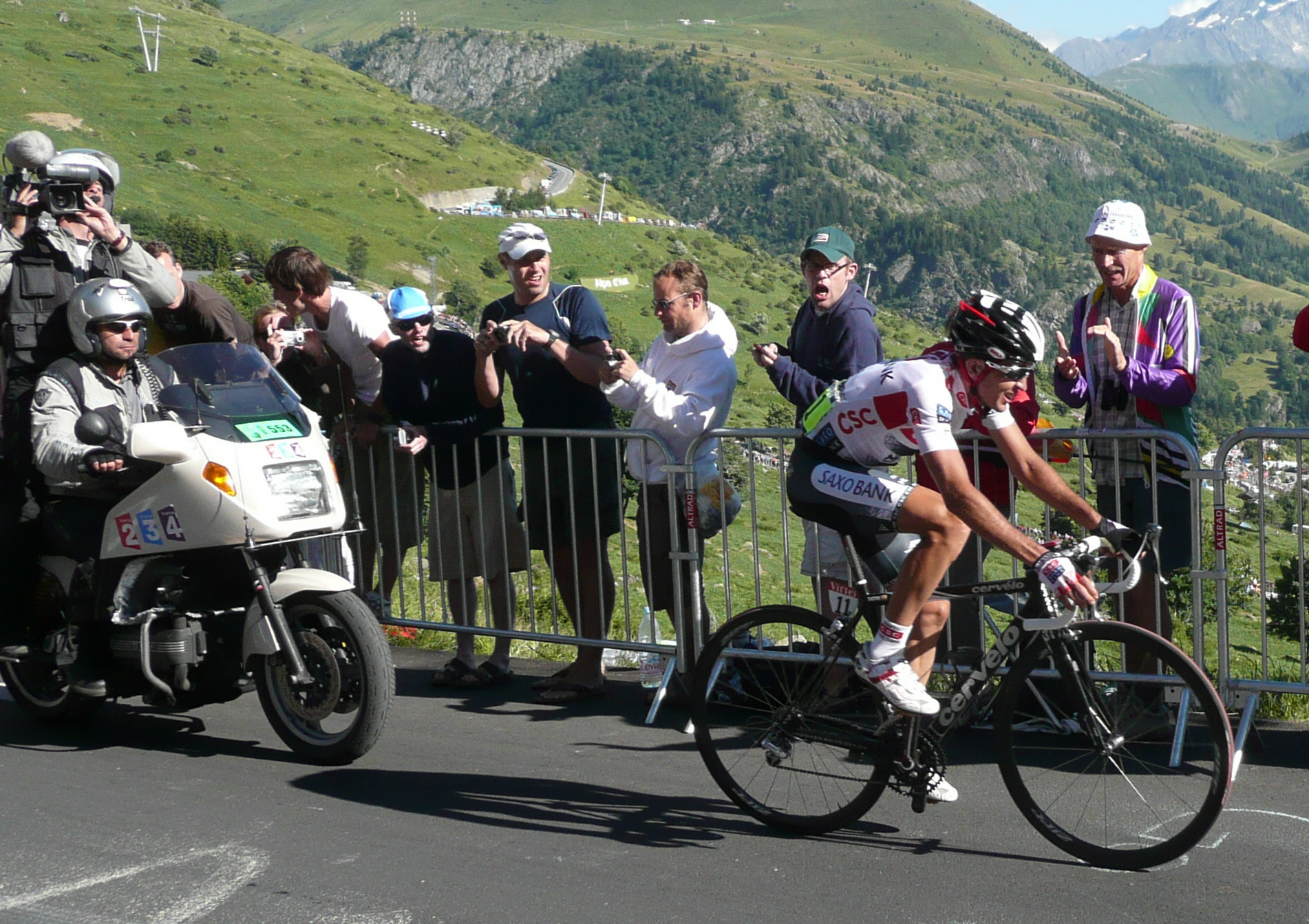
Carlos Sastre, vencedor a l'Alpe d'Huez al Tour de França de 2008.

La seva millor temporada fou el 2008, quan aconseguí la victòria final al Tour de França. En aquesta edició guanyà l'etapa entre Ambrun i l'Aup d'Uès, després d'una escapada en solitari durant tota l'ascensió final, que el va dur a obtenir el mallot groc, amb 1' 24" sobre el seu immediat perseguidor Fränk Schleck. Aquesta diferència fou suficient per aconseguir el triomf final a París, tot i una dura contrarellotge final en què el seu rival més perillós, Cadel Evans, aconseguí reduir la diferència.
Acabà el 2008 acabant tercer a la Volta a Espanya, sent aquesta la primera vegada des que la Vuelta es disputa el setembre en què el vencedor del Tour la corre i a més puja al podi.

### 2009-2010. Al Cervélo

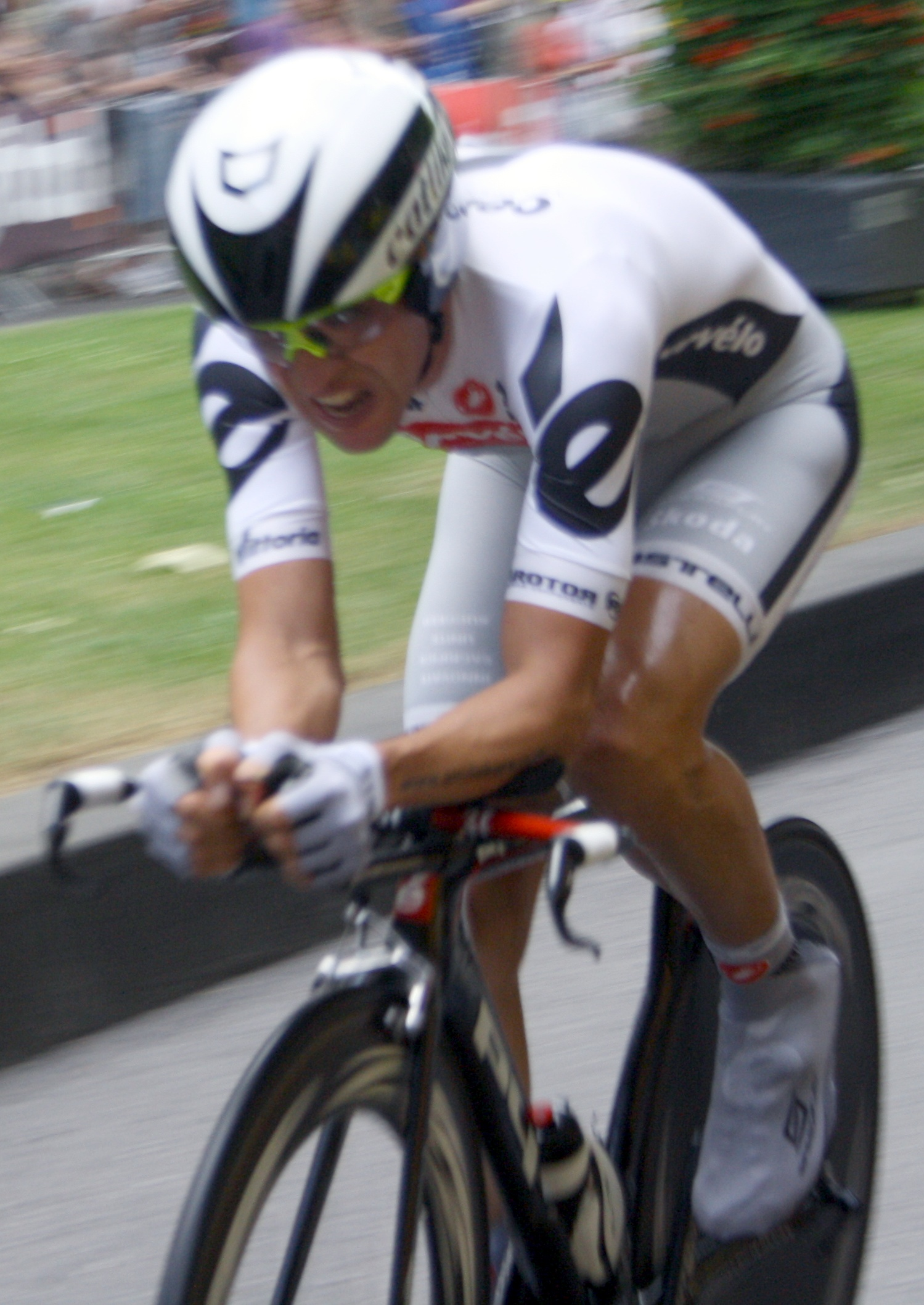
Carlos Sastre al pròleg del Tour de França de 2010.

El 2009 fitxa pel Cervélo Test Team en companyia de Volodymir Gustov i Íñigo Cuesta. Participa en el Giro del centenari, en què aconsegueix dues victòries d'etapa, al Monte Petrano i al Vesuvi, però no pot aconseguir la victòria final en cedir temps respecte a Denís Ménxov i Danilo Di Luca en la pujada al Blockhaus. Finalment serà segon, per darrere Denís Ménxov, després de les sancions per dopatge a què són castigats Danilo Di Luca i Franco Pellizotti. Al juliol participa en el Tour de França, fent una cursa discreta i acabant en la 16a posició final.
Després d'una llarga absència, marcada per molt pocs dies de cursa, torna a la competició al Giro d'Itàlia de 2010, en què acaba el vuitè, tot i algunes caigudes i que mai es trobà bé del tot. Tot i els problemes d'esquena derivats d'aquestes caigudes pren part al Tour de França. Se'l veurà en algunes atacs en els darrers dies de cursa, tot i que finalment acabarà el vintè de la general. Després de finalitzar tercer a la Clàssica de Sant Sebastià, prengué part a la Volta a Espanya, compartint el liderat de l'equip amb Xavier Tondo, i en què acabà el vuitè. Amb aquesta classificació es convertí en el primer ciclista, després d'Eduardo Chozas el 1991, en acabar les tres grans voltes entre els vint primers en el mateix any.

### 2011. Al Team Geox
El 16 de d'agost de 2010 anuncià el seu fitxatge per l'equip Geox TMC, davant la sorpresa general per haver estat cap de files de l'equip Cervélo. Al maig acabà el trentè al Giro d'Itàlia i al setembre el vintè a la Volta a Espanya. Quatre dies més tard, i després d'haver disputat la seva vint-i-sisena gran volta, anuncià la seva retirada del ciclisme professional.

## Palmarès
- 1997
  - 1r a la Bidasoa Itzulia i vencedor d'una etapa
  - 1r a la Pujada a Gorla
- 2000
  - Vencedor de la classificació de la muntanya de la Volta a Espanya
- 2001
  - Vencedor d'una etapa de la Volta a Burgos
- 2003
  - Vencedor d'una etapa del Tour de França
- 2005
  - Vencedor d'una etapa de l'Escalada a Montjuïc
- 2006
  - 1r a la Klasika Primavera
  - Vencedor d'una etapa del Tour de França
- 2007
  - 1r al Trofeu Ciutat de L'Hospitalet
- 2008
  -  1r al Tour de França. [8] 1r del Gran Premi de la Muntanya. Vencedor d'una etapa
  - 1r al Critèrium d'Aalst
  - 1r a Quillan
- 2009
  - 1r al Critèrium ACP
  - Vencedor de 2 etapes al Giro d'Itàlia

### Resultats al Tour de França
- 2001. 20è de la classificació general
- 2002. 10è de la classificació general
- 2003. 9è de la classificació general. Vencedor d'una etapa
- 2004. 8è de la classificació general
- 2005. 21è de la classificació general
- 2006. 3r de la classificació general. Vencedor d'una etapa (després de la desqualificació de Floyd Landis)
- 2007. 4t de la classificació general
- 2008.  1r de la classificació general. Vencedor de la 17a etapa i  1r del Gran Premi de la Muntanya[8]
- 2009. 16è de la classificació general[9]
- 2010. 20è de la classificació general

### Resultats al Giro d'Itàlia
- 1999. 101è de la classificació general
- 2002. 38è de la classificació general
- 2006. 43è de la classificació general
- 2009. 3r de la classificació general[10] Vencedor de la 16a i 19a etapa
- 2010. 8è de la classificació general
- 2011. 30è de la classificació general

### Resultats a la Volta a Espanya
- 2000. 8è de la classificació general.  1r de la classificació de la muntanya
- 2001. Abandona
- 2003. 35è de la classificació general
- 2004. 6è de la classificació general
- 2005. 3r de la classificació general
- 2006. 4t de la classificació general  Mallot or durant 1 etapa
- 2007. 2n de la classificació general
- 2008. 3r de la classificació general
- 2010. 8è de la classificació general
- 2011. 20è de la classificació general